# 렙토스피라증
렙토스피라증(leptospirosis)는 렙토스피라속의 렙토스피라균이 일으키는 질환으로 동물로부터 전염된다. 바일병(Weil's disease)은 렙토스피라증의 급성 형태이다.

## 원인
렙토스피라증은 동물들의 전염병이다. 이 병에 감염되어 전염시키는 동물은 설치류가 대표적이며 소변 등의 배설물로 균을 배설한다. 이렇게 배설되어 균에 오염된 매개체와 사람이 접촉하면 렙토스피라증에 감염될 수 있다.
보통 농촌에서 흙과 접촉하는 농사일을 하다가 들쥐나 집쥐의 배설물에 상처가 접촉하여 흔히 감염되는데, 레저 스포츠나 기타 야외활동 중일 때도 감염될 수 있다.
렙토스피라균에 감염되면 전신의 혈관에 염증을 유발하여 임상적 증상이 나타난다.

## 증상
증상은 다양한데, 보통 구토와 헛구역질, 설사 등의 소화기 계통 증상과 복부근육 통증 등이 대표적이다. 결막이 충혈되는 것도 대표적인 증상이다.
후에 황달로 진행되기도 하는데, 황달로 진행된 환자들은 심한 고통을 느끼며 다수가 사망한다. 이 병은 사망률이 10%에 이르는 치명적인 질병이다.

## 치료
치료는 페니실린, 스트렙토마이신, 테트라시클린 등의 항생제를 사용한다.

## 예방
이 병의 예방은 야외활동시 신경 쓰는 것이 가장 효과적이다. 흙과 접촉하는 활동을 하는 사람은 장화나 긴 소매 옷 등으로 보호하고 장갑을 끼는 것도 좋다. 주 매개체인 설치류를 구제하는 것도 좋은 예방법이다.